# Chomelia recordii
Chomelia recordii är en måreväxtart som beskrevs av Paul Carpenter Standley. Chomelia recordii ingår i släktet Chomelia och familjen måreväxter. Inga underarter finns listade i Catalogue of Life.